# Gisèle Pelicot
Gisèle Pelicot (phát âm tiếng Pháp: [ʒizɛl peliko] ⓘ; sinh ngày 7 tháng 12 năm 1952) là một nạn nhân và người sống sót trong vụ hiếp dâm tập thể Mazan. Từ năm 2011 đến năm 2020, Dominique Pelicot, chồng bà trong thời điểm đó, đã bí mật chuốc thuốc và cưỡng hiếp bà và đồng thời cũng đã mời ít nhất 83 người đàn ông đã từng liên lạc với ông ta chủ yếu thông qua một trang web tiếng Pháp không được kiểm duyệt để cưỡng hiếp bà trong tình trạng bất tình. Gisèle biết được vụ lạm dụng này vào năm 2020, khi Dominique bị bắt vì tội chụp lén dưới váy phụ nữ trong một siêu thị địa phương và cảnh sát đã khám xét thiết bị máy tính của ông ta và phát hiện ra những tấm ảnh khi bà bị cưỡng hiếp.
Khi Dominique và năm mươi người đàn ông khác ra tòa vì tội hiếp dâm nghiêm trọng, cố ý hiếp dâm và tấn công tình dục ở Avignon vào năm 2024, Gisèle đã từ bỏ quyền ẩn danh và quyền được xét xử kín. Phiên tòa đã thu hút sự chú ý của giới truyền thông trên toàn thế giới và sự quyết tâm lên tiếng thay mặt cho tất cả các nạn nhân bị tấn công tình dục của Gisèle đã giành được sự ủng hộ và ngưỡng mộ rộng rãi. Bà đã trở thành biểu tượng của nữ quyền và có mặt trong danh sách 100 phụ nữ của năm 2024 của BBC và danh sách 25 người phụ nữ có ảnh hưởng nhất trong năm của Financial Times. Vào tháng 12 năm 2024, 50 trong số 51 người đàn ông bị xét xử, bao gồm cả Dominique, đã bị kết tội hiếp dâm, cố ý hiếp dâm và tấn công tình dục Gisèle, trong đó chồng cũ của bà phải chịu mức án tối đa là 20 năm tù, và những người đàn ông bị kết án khác phải chịu mức án từ 3 đến 15 năm tù. Người đàn ông thứ 51 đã bị kết tội hiếp dâm chính vợ mình.

## Lý lịch tư pháp
Gisèle Picot sinh ngày 7 tháng 12 năm 1952 tại thành phố Villingen-Schwenningen ở phía nam Tây Đức. Bà là con gái của một người lính Pháp. Bà đến Pháp khi mới năm tuổi và mẹ bà qua đời vì bệnh ung thư vào lúc chín tuổi. Năm 1971, bà gặp người chồng tương lai và kẻ hiếp dâm của mình, Dominique Pelicot. Họ kết hôn vào tháng 4 năm 1973 và định cư tại vùng ngoại ô Villiers-sur-Marne của Paris. Họ đã sinh hạ một cậu con trai, David, một cô con gái, Caroline, và một cậu con trai khác là Florian, sinh năm 1986, trong những năm đầu tiên của cuộc hôn nhân.
Gisèle mơ ước trở thành một thợ làm tóc nhưng thay vào đó lại học để trở thành một nhân viên đánh máy. Sau đó, bà làm việc cho ban quản lý của công ty điện lực nhà nước. Bà kết thúc sự nghiệp của mình trong dịch vụ hậu cần cho các nhà máy điện hạt nhân. Sau khi nghỉ hưu, bà thích đi bộ và hát trong dàn hợp xướng địa phương.
Dominique làm thợ điện và đại lý bất động sản. Ngoài ra, Dominique cũng thành lập một số doanh nghiệp nhưng cuối cùng đã thất bại.
Gisèle đã có mối tình kéo dài ba năm với một đồng nghiệp. Khi Dominique phát hiện ra chuyện ngoại tình, ông ta đã chuyển đến sống với một người phụ nữ khác trong vài tháng trước khi cặp đôi này làm lành và tái sống chung. Năm 2001, cặp đôi này ly hôn vì lý do tài chính. Họ tái chung sống và tái hôn vào năm 2007.

## Phát hiện vụ quấy rối tình dục và hiếp dâm
Trong khi cặp đôi nhà Pelicot vẫn sống ở Paris, Gisèle được kê đơn thuốc Temesta (lorazepam), một loại thuốc benzodiazepine. Dominique đã lợi dụng tình trạng say thuốc của bà để cưỡng hiếp bà khi bà đang ngủ. Ông ta bắt đầu thêm thuốc ngủ do chính bác sĩ của mình mua vào thức ăn và đồ uống của bà để gây ra tìhh trạng bất tỉnh của bà.
Sau khi cặp đôi chuyển đến Mazan, Dominique đã mời những người đàn ông mà ông ta đã liên lạc trên internet đến cưỡng hiếp Gisèle trong khi bà bị chuốc thuốc. Gisèle hoàn toàn không biết chuyện gì đang xảy ra với mình. Khi bà bị mất trí nhớ do thuốc, bà lo lắng rằng mình có thể mắc bệnh Alzheimer hoặc khối u não mặc dù các kết quả xét nghiệm luôn âm tính. Bà đã nghi ngờ và có lần hỏi chồng rằng ông ta có chuốc thuốc cô không, nhưng ông ta đã phủ nhận.
Sự thật về vụ việc chuốc thuốc của Dominique mới được phơi bày chỉ sau khi chồng bà bị bắt vì tội chụp lén dưới váy phụ nữ trong một siêu thị địa phương vào tháng 9 năm 2020, sau khi cảnh sát phát hiện ra hình ảnh Gisèle bất tỉnh bị chồng và ít nhất 83 người đàn ông khác cưỡng hiếp trên thiết bị máy tính mà họ tịch thu từ nhà của cặp đôi. Gisèle nhớ lại ngày 2 tháng 11 năm 2020, khi họ bị gọi đến đồn cảnh sát, nơi bà đã xem các video về việc bị ngược đãi. Sau ngày đó, Dominique bị tạm giam. Gisèle chuyển ra khỏi nhà gia đình và bắt đầu thủ tục ly hôn. Bà không gặp lại chồng cũ cho đến khi ông ta ra tòa vào tháng 9 năm 2024. Tiếp theo, thủ tục ly hôn giữa Gisèle và Dominique được hoàn tất ngay trước phiên tòa.

## Ảnh hưởng và ghi nhận

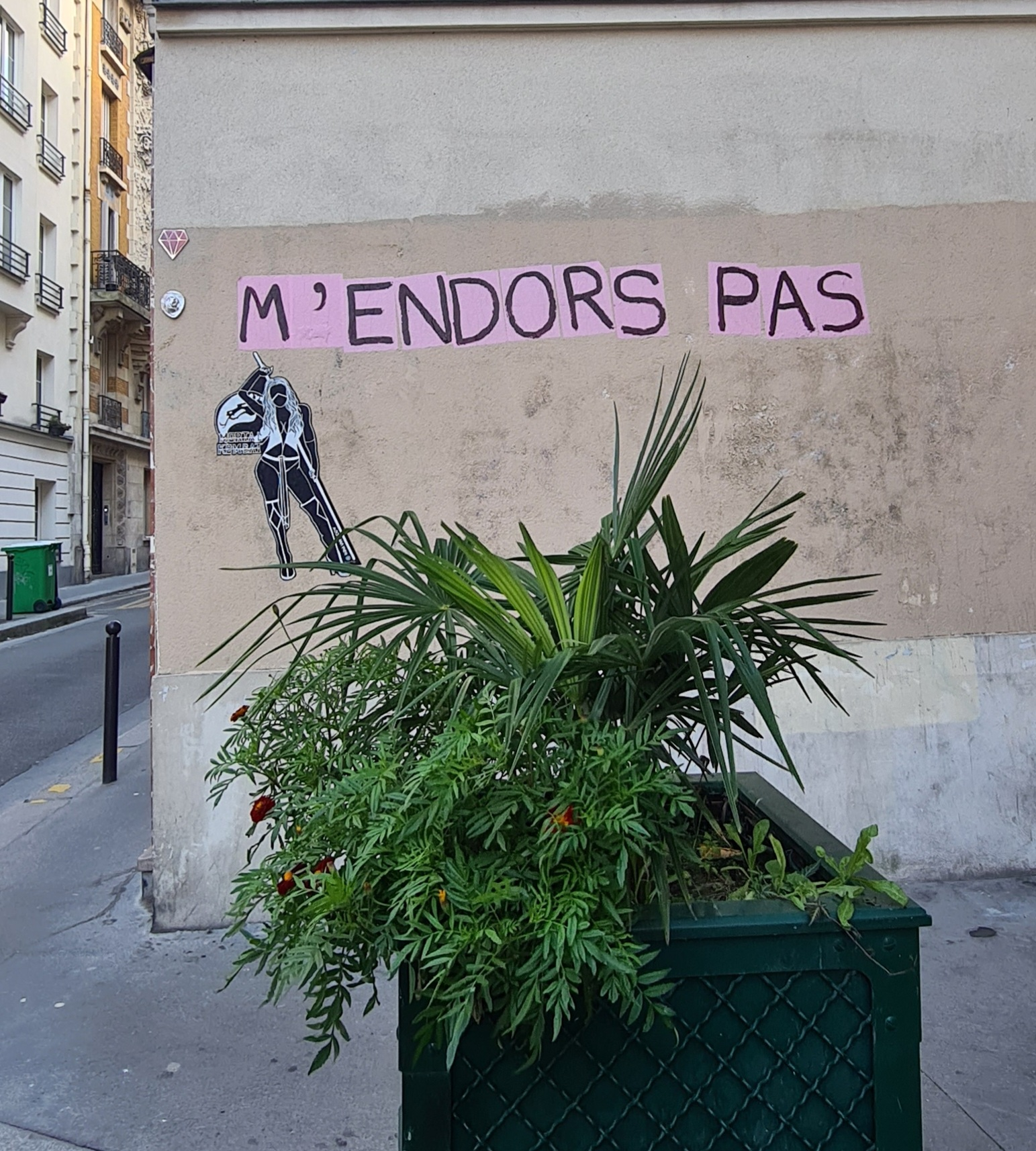
Vụ hiếp dâm Pelicot được thể hiện trên graffiti về nữ quyền ở Paris trên phố Nollet: M'endors pas (đừng ngủ quên)

Khi Gisèle từ bỏ quyết định từ bỏ quyền ẩn danh và để phiên tòa xét xử công khai cũng như thái độ nghiêm trang của bà trong suốt phiên tòa, bà đã trở thành một biểu tượng nữ quyền. Bà rời tòa mỗi ngày trong tiếng vỗ tay của những người tụ tập bên ngoài và hình ảnh của bà xuất hiện trên nghệ thuật đường phố. Những khẩu hiệu ủng hộ bà được dán trên các bức tường xung quanh tòa án. Một tổ chức của Úc, Mạng lưới Phụ nữ lớn tuổi Úc (tiếng Anh: Australian Older Women’s Network), đã gửi cho Gisèle một chiếc khăn do phụ nữ thổ dân làm nhằm nâng cao nhận thức về các vụ tấn công tình dục đối với phụ nữ lớn tuổi. Bà thường xuyên đeo chiếc khăn này khi ra tòa. Thông qua luật sư của mình, bà tiết lộ rằng bà đã rất xúc động trước món quà đó và mối liên hệ đoàn kết phụ nữ trên toàn thế giới trong việc chống lại bạo lực đối với họ. Các cuộc biểu tình đã được tổ chức để ủng hộ bà.
Nhờ những nỗ lực của mình, Gisèle đã được đưa vào danh sách 100 phụ nữ năm 2024 của BBC, và được Financial Times coi là một trong 25 người phụ nữ có ảnh hưởng nhất năm 2024.
Sau phán quyết, những người ủng hộ đã cảm ơn Gisèle vì lòng dũng cảm của bà và họ đã ăn mừng bản án dành cho chồng bà. Bà được Tổng thống Pháp Emmanuel Macron tri ân vì "phẩm giá và lòng dũng cảm" của mình. Ngoài ra, bà cũng được các nhà lãnh đạo nước ngoài như Thủ tướng Tây Ban Nha Pedro Sánchez và Thủ tướng Đức Olaf Scholz hoan nghênh và được báo chí quốc tế công nhận.
Ana Redondo García, Bộ trưởng Bình đẳng Tây Ban Nha, đã công bố việc thành lập một trung tâm tiếp nhận mới mang tên Gisèle tại khu Asturias dành cho những nạn nhân phụ nữ của bạo lực giới tính.